# 76-мм горная пушка образца 1958 года (М-99)

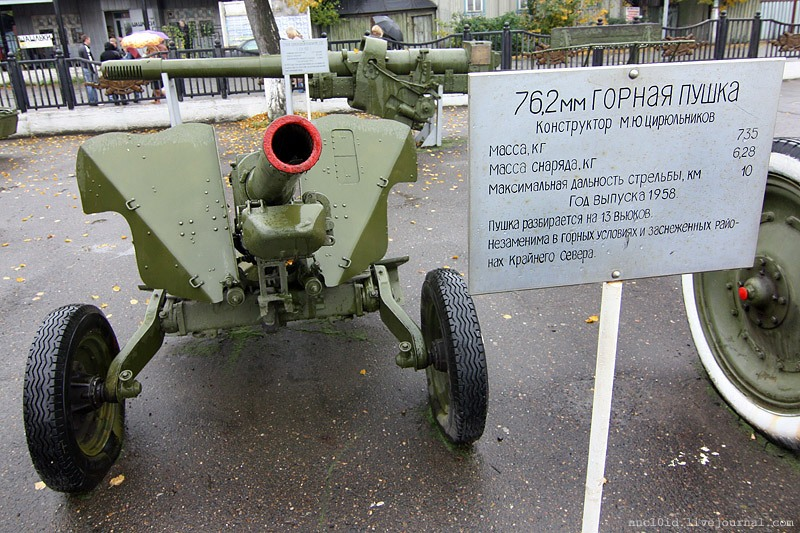
Пушка в пермском музее Мотоволихинских заводов

76-мм горная пушка образца 1958 года (М-99 или ГП) — советское артиллерийское орудие.

## История создания
Разработана в СКБ-172 под руководством Цирульникова. Опытная батарея М-99 прошла заводские испытания в декабре 1954 года и после доработки 21 апреля 1955 года сдана на войсковые испытания.
Официально М-99 была принята на вооружение в 1958 году под названием «76-мм горная пушка ГП». В это время вводилась новая индексация орудий в Главном артиллерийском управлении, и М-99 получила индекс 2А2.

## Конструкция
Пушка разборная. Разбирается на 10 вьюков. Внутреннее устройство ствола одинаково с 76-мм горной пушкой обр. 1938 г.
Затвор горизонтальный клиновой, с полуавтоматикой пружинного типа. Тормоз отката гидравлический, веретённого типа, с пружинным компрессором. Колёса односкатные с шиной ГК 5.00-16.
Прицел ПГП или ПГП-70. Заряжение раздельно-гильзовое.

## Тактико-технические характеристики
- Масса в боевом положении, кг 735
- Длина ствола, клб 21,4
- Скорострельность, выстр./мин до 20

## Где можно увидеть
Россия
- Музей истории ПАО "Мотовилихинские заводы" (г. Пермь)
- Музей отечественной военной истории в деревне Падиково Истринского района Московской области;
- Музейный комплекс УГМК, г. Верхняя Пышма, Свердловская область[1].
- Центральный музей Вооружённых Сил Российской Федерации в г. Москва.
- Тульский артиллерийский инженерный институт в г. Тула.  Омский кадетский военный корпус в г.Омск